# Irsk hør
Irsk hør (irsk: Línéadach Éireannach) er et brandnavn, der gives til hør, som er produceret i Irland. Hør er tekstil, som er vævet fra eller garn spundet af fibre fra hør-planten. Hør har vokset i Irland i mange år før udviklingen i landbrugsmetoder og mere egnet klima ledte til en koncentration af hørproduktion i Nordeuropa - størstedelen af verdens hør vokser i dag i det nordlige Frankrig, Belgien og Holland. Siden 1950'erne og 1960'erne er hør-fibrene til irsk hør næsten udelukkende blevet importeret fra disse tre lande. Det bliver købt af spinderier, som producerer tråde og dette bliver videresolgt til væverier, der producerer stoffet.
Den irske spindeindustri er i dag stort set ophørt, og garnet bliver i stedet importeret fra Østeuropa og Kina. Firmaer som Thomas Ferguson & Co Ltd væver fortsat i Irland, og generelt er de fokuseret mod den dyre ende af markedet.

## Yderligere læsning
- Cohen, Marilyn (december 2003). "The Dynamics of Capitalism in the Irish Linen Industry: A 'Space-Time Structuration' Analysis". Journal of Historical Sociology. 16 (4): 432-459. doi:10.1046/j.0952-1909.2003.00216.x. ISSN 0952-1909.
- Steed, G. P. F. (september 1974). "The Northern Ireland Linen Complex, 1950–1970". Annals of the Association of American Geographers. Taylor & Francis, Ltd. 64 (3): 397-408. doi:10.1111/j.1467-8306.1974.tb00988.x. JSTOR 2562360.